# Аркабай
Аркаба́й (каз. Арқабай) — село у складі Талгарського району Алматинської області Казахстану. Входить до складу Панфіловського сільського округу.
Населення — 1230 осіб (2021; 797 у 2009, 668 у 1999, 579 у 1989).